# Фишер фон Вайкершталь, Вальтер
Вальтер Фишер фон Вайкершталь (нем. Walther Fischer von Weikersthal ; 15 сентября 1890 — 11 февраля 1953) — германский военачальник, генерал пехоты (1941), участник Первой и Второй мировых войн. Кавалер Рыцарского креста Железного креста (1941).

## Биография
Поступил в вюртембергскую армию в 1909 году кадетом, с 1910 года — лейтенант. Участвовал в Первой мировой войне, был ранен всего через несколько недель боёв. 22 марта 1915 года получил звание обер-лейтенанта. Награждён Железным крестом обоих классов. 22 марта 1918 года получил звание капитана. 
После поражения — в рейхсвере. С 1929 года — майор, с 1932 года — подполковник. 1 июля 1933 года назначен командиром 1-го батальона 13-го пехотного полка, 1 октября 1934 года — командиром 1-го батальона Людвигсбургского пехотного полка, 1 ноября 1934 года получил звание полковника. 15 октября 1935 года назначен командиром 9-го стрелкового полка. 6 октября 1936 года назначен начальником штаба V армейского корпуса, 1 марта 1938 года получил звание генерал-майора. 
26 августа 1939 года назначен начальником штаба 7-й армии на Западном фронте, 1 апреля 1940 года получил звание генерал-лейтенанта, участвовал во Французской кампании (1940).
25 ноября 1940 года назначен командиром 35-й стрелковой дивизии, в войне против СССР участвовал в Белостокско-Минском и Смоленском сражениях. 6 августа 1941 года получил Рыцарский крест Железного креста. Участвовал затем в наступлении на Москву, в дни тяжёлых боёв 1 декабря 1941 года назначен командующим LIII армейским корпусом и получил звание генерал пехоты, но уже 25 января 1942 года освобожден от командования и в марте 1942 года отчислен в резерв. 
В сентябре 1942 года назначен командующим LXVII резервным армейским корпусом в Брюсселе. 25 июля 1944 года снова отстранён от командования и переведен в резерв фюрера. 
В марте 1945 года назначен командующим на Верхнем Рейне. 8 мая 1945 года попал в плен, освобожден в 1947 году.